# الجزایر در المپیک
الجزایر اولین بار در بازی‌های المپیک در سال ۱۹۶۴ شرکت کرد و از آن زمان به بعد در تمام بازی‌های المپیک تابستانی حضور داشته است، به جز بازی‌های المپیک تابستانی ۱۹۷۶ که آن را تحریم کرد. الجزایر همچنین در سه دوره از بازی‌های المپیک زمستانی نیز ورزشکارانی را اعزام کرده است.
کمیته ملی المپیک الجزایر با نام Comité Olympique Algérien (کمیته المپیک الجزایر) در سال ۱۹۶۳ تأسیس شد.
تا سال ۲۰۲۴، ورزشکاران الجزایری موفق به کسب ۲۰ مدال در المپیک شده‌اند. این مدال‌ها شامل ۷ مدال طلا، ۴ مدال نقره و ۹ مدال برنز است. موفق‌ترین ورزشکار با مجموع سه مدال، توفیق مخلوفی است که در المپیک ۲۰۱۲ در رشتهٔ دوی ۱۵۰۰ متر به مدال طلا دست یافت و سپس در المپیک ۲۰۱۶ دو مدال نقره (در رشته‌های ۸۰۰ متر و ۱۵۰۰ متر) کسب کرد. رشتهٔ دو و میدانی با کسب ۱۰ مدال، موفق‌ترین رشتهٔ ورزشی الجزایر است. همچنین، ۷ مدال در بوکس و ۲ مدال در جودو به دست آمده است.
الجزایر در تاریخ المپیک موفقیت‌های قابل توجهی کسب کرده است. نخستین مدال طلای کشور در سال ۱۹۸۴ به دست آمد، زمانی که مصطفی موسی و محمد زاوی در بوکس به مدال برنز دست یافتند. در دهه‌های بعد، ورزشکاران الجزایری به ویژه در دو و میدانی درخشیدند، از جمله حسیبه بولمرقه که در المپیک ۱۹۹۲ موفق به کسب مدال طلا در ۱۵۰۰ متر شد. در سال‌های بعد، نورالدین مرسلی و توفیق مخلوفی به ترتیب در دو و میدانی و بوکس مدال‌های طلا کسب کردند. در المپیک ۲۰۲۴، کیلیا نمور و ایمان خلیف موفق به کسب طلا شدند و جمال سجاتی در دو و میدانی به مدال برنز دست یافت.
الجزایر در مراسم افتتاحیهٔ المپیک، حمل پرچم را به ورزشکاران مختلفی سپرده است. از جمله در سال ۱۹۶۴، محمد لزاری و در سال ۱۹۷۲، عزالدین عزوزی در دو و میدانی این مسئولیت را بر عهده داشتند. در المپیک‌های اخیر، سلیم ایلاس، عبدالحفیظ بن شبله، و کریستِل دوئیبی به عنوان پرچم‌داران انتخاب شدند.

## تاریخچه

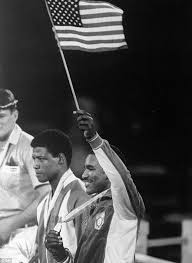
مصطفی موسی در حال کسب اولین مدال المپیک الجزایر در لس آنجلس ۱۹۸۴

پیش از استقلال و در دورهٔ الجزایر فرانسه، ورزشکاران الجزایری به نمایندگی از فرانسه شرکت می‌کردند. از معروف‌ترین آنها می‌توان به برندگان مدال طلا مانند بوغیرا العوافی در سال ۱۹۲۸، الن میمون در سال ۱۹۵۶ و بسیاری دیگر اشاره کرد.
پس از استقلال در سال ۱۹۶۲، الجزایر برای اولین بار در بازی‌های المپیک تابستانی ۱۹۶۴ با ژیمناست محمد لزاری شرکت کرد.
الجزایر از بازی‌های المپیک تابستانی ۱۹۷۶ به دلیل عدم پذیرش درخواست منع شرکت کشورهایی که در آفریقای جنوبی با سیاست‌های آپارتاید مشارکت داشتند، انصراف داد. تقریباً تمام کشورهای آفریقایی در این تحریم شرکت داشتند. خود آفریقای جنوبی از سال ۱۹۶۴ از شرکت در المپیک منع شده بود.
در بازی‌های المپیک تابستانی ۱۹۸۰ الجزایر برای اولین بار در یک ورزش تیمی شرکت کرد و در هر دو رشتهٔ فوتبال و هندبال به رقابت پرداخت. اولین مدال آنها در بازی‌های المپیک تابستانی ۱۹۸۴ به دست آمد، جایی که مصطفی موسی در رشتهٔ بوکس مدال برنز کسب کرد.

## جدول مدال‌ها
| بازی‌ها    | ورزشکاران                     | طلا                           | نقره                          | برنز                          | کل                            | رتبه                          |
| ۱۸۹۶–۱۹۶۰ | به عنوان بخشی از فرانسه (FRA) | به عنوان بخشی از فرانسه (FRA) | به عنوان بخشی از فرانسه (FRA) | به عنوان بخشی از فرانسه (FRA) | به عنوان بخشی از فرانسه (FRA) | به عنوان بخشی از فرانسه (FRA) |
| ۱۹۶۴      | ۱                             | ۰                             | ۰                             | ۰                             | ۰                             | –                             |
| ۱۹۶۸      | ۳                             | ۰                             | ۰                             | ۰                             | ۰                             | –                             |
| ۱۹۷۲      | ۵                             | ۰                             | ۰                             | ۰                             | ۰                             | –                             |
| ۱۹۷۶      | شرکت نکردند                   | شرکت نکردند                   | شرکت نکردند                   | شرکت نکردند                   | شرکت نکردند                   | شرکت نکردند                   |
| ۱۹۸۰      | ۵۴                            | ۰                             | ۰                             | ۰                             | ۰                             | –                             |
| ۱۹۸۴      | ۳۲                            | ۰                             | ۰                             | ۲                             | ۲                             | ۴۲                            |
| ۱۹۸۸      | ۴۲                            | ۰                             | ۰                             | ۰                             | ۰                             | –                             |
| ۱۹۹۲      | ۳۵                            | ۱                             | ۰                             | ۱                             | ۲                             | ۳۴                            |
| ۱۹۹۶      | ۴۵                            | ۲                             | ۰                             | ۱                             | ۳                             | ۳۴                            |
| ۲۰۰۰      | ۴۷                            | ۱                             | ۱                             | ۳                             | ۵                             | ۴۱                            |
| ۲۰۰۴      | ۶۱                            | ۰                             | ۰                             | ۰                             | ۰                             | –                             |
| ۲۰۰۸      | ۶۲                            | ۰                             | ۱                             | ۱                             | ۲                             | ۶۴                            |
| ۲۰۱۲      | ۳۹                            | ۱                             | ۰                             | ۰                             | ۱                             | ۵۰                            |
| ۲۰۱۶      | ۶۵                            | ۰                             | ۲                             | ۰                             | ۲                             | ۶۲                            |
| ۲۰۲۰      | ۴۱                            | ۰                             | ۰                             | ۰                             | ۰                             | –                             |
| ۲۰۲۴      | ۴۵                            | ۲                             | ۰                             | ۱                             | ۳                             | ۳۹                            |
| ۲۰۲۸      | رویداد آینده                  |                               |                               |                               |                               |                               |
| ۲۰۳۲      | رویداد آینده                  |                               |                               |                               |                               |                               |
| کل        | کل                            | ۷                             | ۴                             | ۹                             | ۲۰                            | ۶۷                            |

| بازی‌ها | ورزشکاران    | طلا | نقره | برنز | کل | رتبه |
| ۱۹۹۲   | ۴            | ۰   | ۰    | ۰    | ۰  | –    |
| ۱۹۹۴   | شرکت نکردند  |     |      |      |    |      |
| ۱۹۹۸   | شرکت نکردند  |     |      |      |    |      |
| ۲۰۰۲   | شرکت نکردند  |     |      |      |    |      |
| ۲۰۰۶   | ۲            | ۰   | ۰    | ۰    | ۰  | –    |
| ۲۰۱۰   | ۱            | ۰   | ۰    | ۰    | ۰  | –    |
| ۲۰۱۴   | شرکت نکردند  |     |      |      |    |      |
| ۲۰۱۸   | شرکت نکردند  |     |      |      |    |      |
| ۲۰۲۲   | شرکت نکردند  |     |      |      |    |      |
| ۲۰۲۶   | رویداد آینده |     |      |      |    |      |
|        | رویداد آینده |     |      |      |    |      |
|        | رویداد آینده |     |      |      |    |      |
| کل     | کل           | ۰   | ۰    | ۰    | ۰  | –    |

### مدال‌ها بر اساس ورزش
| ورزش           | طلا | نقره | برنز | مجموع |
| -------------- | --- | ---- | ---- | ----- |
| دو و میدانی    | ۴   | ۳    | ۳    | ۱۰    |
| بوکس           | ۲   | ۰    | ۵    | ۷     |
| ژیمناستیک      | ۱   | ۰    | ۰    | ۱     |
| جودو           | ۰   | ۱    | ۱    | ۲     |
| مجموع (۴ ورزش) | ۷   | ۴    | ۹    | ۲۰    |

## ورزشکاران با بیشترین مدال‌ها
تنها دو ورزشکار الجزایری در تاریخ المپیک موفق به کسب مدال‌های متعدد شده‌اند: دوندهٔ مسافت‌های متوسط توفیق مخلوفی و بوکسور حسین سلطانی.
| ورزشکار      | ورزش        | بازی‌ها    |   |   |   | کل |
| ------------ | ----------- | --------- | - | - | - | -- |
| توفیق مخلوفی | دو و میدانی | ۲۰۱۲–۲۰۱۶ | ۱ | ۲ | ۰ | ۳  |
| حسین سلطانی  | بوکس        | ۱۹۹۲–۱۹۹۶ | ۱ | ۰ | ۱ | ۲  |

یادداشت‌ها: ورزشکاران به رنگ خاکی هنوز در حال فعالیت هستند.

## مدال‌آوران طلا
در این جدول (مرتب‌شده بر اساس مجموع مدال‌های طلا)، ورزشکارانی که مدال طلای فردی در المپیک و همچنین در مسابقات قهرمانی جهان کسب کرده‌اند، نمایش داده شده‌اند.
|        | ورزشکار        | ورزش           | تولد | دوره      | فردی         | فردی         | فردی         | فردی   | فردی   | فردی   | تیمی         | تیمی         | تیمی         | تیمی | تیمی | تیمی | کل   | کل   | کل   | کل          | کل          | کل          | کل          | کل | کل | کل |
| المپیک | المپیک         | المپیک         | تولد | دوره      | قهرمانی جهان | قهرمانی جهان | قهرمانی جهان | المپیک | المپیک | المپیک | قهرمانی جهان | قهرمانی جهان | قهرمانی جهان | فردی | فردی | فردی | تیمی | تیمی | تیمی | فردی + تیمی | فردی + تیمی | فردی + تیمی | فردی + تیمی |    |    |    |
| ------ | -------------- | -------------- | ---- | --------- | ------------ | ------------ | ------------ | ------ | ------ | ------ | ------------ | ------------ | ------------ | ---- | ---- | ---- | ---- | ---- | ---- | ----------- | ----------- | ----------- | ----------- | -- | -- | -- |
|        | ورزشکار        | ورزش           | تولد | دوره      |              |              |              |        |        |        |              |              |              |      |      |      |      |      |      |             | کل          |             |             |    |    |    |
| 1      | نورالدین مرسلی | دو و میدانی    | ۱۹۷۰ | ۱۹۸۸–۱۹۹۸ | ۱            | ۰            | ۰            | ۳      | ۰      | ۰      | ۰            | ۰            | ۰            | ۰    | ۰    | ۰    | ۴    | ۰    | ۰    | ۰           | ۰           | ۰           | ۴           | ۰  | ۰  | ۴  |
| 2      | توفیق مخلوفی   | دو و میدانی    | ۱۹۸۸ | ۲۰۰۷–۲۰۲۱ | ۱            | ۲            | ۰            | ۰      | ۱      | ۰      | ۰            | ۰            | ۰            | ۰    | ۰    | ۰    | ۱    | ۳    | ۰    | ۰           | ۰           | ۰           | ۱           | ۳  | ۰  | ۴  |
| 3      | حسیبه بولمرقه  | دو و میدانی    | ۱۹۶۸ | ۱۹۸۸–۱۹۹۷ | ۱            | ۰            | ۰            | ۲      | ۰      | ۱      | ۰            | ۰            | ۰            | ۰    | ۰    | ۰    | ۳    | ۰    | ۱    | ۰           | ۰           | ۰           | ۳           | ۰  | ۱  | ۴  |
| 4      | حسین سلطانی    | بوکس           | ۱۹۷۲ | ۱۹۹۱–۲۰۰۰ | ۱            | ۰            | ۱            | ۰      | ۰      | ۱      | –            | –            | –            | -    | -    | -    | ۱    | ۰    | ۲    | -           | -           | -           | ۱           | ۰  | ۲  | ۳  |
| 5      | کیلیا نمور     | ژیمناستیک هنری | ۲۰۰۶ | ۲۰۲۲–     | ۱            | ۰            | ۰            | ۰      | ۱      | ۰      | ۰            | ۰            | ۰            | ۰    | ۰    | ۰    | ۰    | ۰    | ۰    | ۰           | ۰           | ۰           | ۱           | ۱  | ۰  | ۲  |
| 6      | ایمان خلیف     | بوکس           | ۱۹۹۹ | ۲۰۱۸–     | ۱            | ۰            | ۰            | ۰      | ۱      | ۰      | –            | –            | –            | -    | -    | -    | ۱    | ۱    | ۰    | -           | -           | -           | ۱           | ۱  | ۰  | ۲  |

یادداشت‌ها: ورزشکاران به رنگ خاکی هنوز در حال فعالیت هستند.

## فهرست مدال‌آوران
| مدال | نام              | بازی‌ها | ورزش        | رویداد              | تاریخ           |
| ---- | ---------------- | ------ | ----------- | ------------------- | --------------- |
| برنز | مصطفی موسی       | ۱۹۸۴   | بوکس        | سبک-سنگین مردان     | ۹ اوت ۱۹۸۴      |
| برنز | محمد زاوی        | ۱۹۸۴   | بوکس        | میان‌وزن مردان       | ۹ اوت ۱۹۸۴      |
| طلا  | حسیبه بولمرقه    | ۱۹۹۲   | دو و میدانی | ۱۵۰۰ متر زنان       | ۸ اوت ۱۹۹۲      |
| برنز | حسین سلطانی      | ۱۹۹۲   | بوکس        | پرچمی مردان         | ۷ اوت ۱۹۹۲      |
| طلا  | نورالدین مرسلی   | ۱۹۹۶   | دو و میدانی | ۱۵۰۰ متر مردان      | ۳ اوت ۱۹۹۶      |
| طلا  | حسین سلطانی      | ۱۹۹۶   | بوکس        | سبک‌وزن مردان        | ۴ اوت ۱۹۹۶      |
| برنز | محمد بحاری       | ۱۹۹۶   | بوکس        | میان‌وزن مردان       | ۱ اوت ۱۹۹۶      |
| طلا  | نوریه مراح بنیده | ۲۰۰۰   | دو و میدانی | ۱۵۰۰ متر زنان       | ۳۰ سپتامبر ۲۰۰۰ |
| نقره | علی سعیدی سیاف   | ۲۰۰۰   | دو و میدانی | ۵۰۰۰ متر مردان      | ۳۰ سپتامبر ۲۰۰۰ |
| برنز | عبدالرحمان حماد  | ۲۰۰۰   | دو و میدانی | پرش ارتفاع مردان    | ۲۴ سپتامبر ۲۰۰۰ |
| برنز | جبیر سعید قرنی   | ۲۰۰۰   | دو و میدانی | ۸۰۰ متر مردان       | ۲۷ سپتامبر ۲۰۰۰ |
| برنز | محمد علالو       | ۲۰۰۰   | بوکس        | سبک‌وزن مردان        | ۲۹ سپتامبر ۲۰۰۰ |
| نقره | عمار بن خلیف     | ۲۰۰۸   | جودو        | ۹۰ کیلوگرم مردان    | ۱۳ اوت ۲۰۰۸     |
| برنز | ثریا حداد        | ۲۰۰۸   | جودو        | ۵۲ کیلوگرم زنان     | ۱۰ اوت ۲۰۰۸     |
| طلا  | توفیق مخلوفی     | ۲۰۱۲   | دو و میدانی | ۱۵۰۰ متر مردان      | ۷ اوت ۲۰۱۲      |
| نقره | توفیق مخلوفی     | ۲۰۱۶   | دو و میدانی | ۸۰۰ متر مردان       | ۱۵ اوت ۲۰۱۶     |
| نقره | توفیق مخلوفی     | ۲۰۱۶   | دو و میدانی | ۱۵۰۰ متر مردان      | ۲۰ اوت ۲۰۱۶     |
| طلا  | کیلیا نمور       | ۲۰۲۴   | ژیمناستیک   | میله‌های نامنظم زنان | ۴ اوت ۲۰۲۴      |
| طلا  | ایمان خلیف       | ۲۰۲۴   | بوکس        | ۶۶ کیلوگرم زنان     | ۹ اوت ۲۰۲۴      |
| برنز | جمال سجاتی       | ۲۰۲۴   | دو و میدانی | ۸۰۰ متر مردان       | ۱۰ اوت ۲۰۲۴     |

## پرچم‌داران
| بازی‌ها | ورزشکار                  | ورزش                               |
| ------ | ------------------------ | ---------------------------------- |
| ۱۹۶۴   | محمد لزاری               | ژیمناستیک                          |
| ۱۹۶۸   |                          |                                    |
| ۱۹۷۲   | عزالدین عزوزی            | دو و میدانی                        |
| ۱۹۷۶   | عدم مشارکت               | عدم مشارکت                         |
| ۱۹۸۰   |                          |                                    |
| ۱۹۸۴   | عبدالکریم بن جمیل        | هندبال                             |
| ۱۹۸۸   | نورالدین تاجین           | دو و میدانی                        |
| ۱۹۹۲   |                          |                                    |
| ۱۹۹۶   | کریم المحوب              | هندبال                             |
| ۲۰۰۰   | جبیر سعید قرنی           | دو و میدانی                        |
| ۲۰۰۴   | جبیر سعید قرنی           | دو و میدانی                        |
| ۲۰۰۸   | سلیم ایلاس               | شنا                                |
| ۲۰۱۲   | عبدالحفیظ بن شبله        | بوکس                               |
| ۲۰۱۶   | سونیا عسله               | جودو                               |
| ۲۰۲۰   | محمد فلیسی و آمل ملیح    | بوکس (فلیسی) و شنا (ملیح)          |
| ۲۰۲۴   | یاسر ترکی و آمینه بلکادی | دو و میدانی (ترکی) و جودو (بلکادی) |

| بازی‌ها | ورزشکار         | ورزش         |
| ------ | --------------- | ------------ |
| ۱۹۹۲   | ناصر بوکمووم    | اسکی آلپاین  |
| ۱۹۹۴   | عدم مشارکت      | عدم مشارکت   |
| ۱۹۹۸   | عدم مشارکت      | عدم مشارکت   |
| ۲۰۰۲   | عدم مشارکت      | عدم مشارکت   |
| ۲۰۰۶   | کریستِل دوئیبی   | اسکی آلپاین  |
| ۲۰۱۰   | مهدی-سلیم خلیفی | اسکی صحرایی  |
| ۲۰۱۴   | عدم مشارکت      |              |
| ۲۰۱۸   | عدم مشارکت      |              |
| ۲۰۲۲   | عدم مشارکت      |              |
| ۲۰۲۶   | رویداد آینده    | رویداد آینده |